# Jönssonligan kommer tillbaka
Jönssonligan kommer tillbaka är en svensk komedifilm från 2024 i regi av Eddie Åhgren, från ett manus skrivet av Per Gavatin. Filmen, som är producerad av Felix Herngrens produktionsbolag FLX, är den elfte filmen i Jönssonligan-serien, samt en reboot[källa behövs] på hela den filmserien (den tredje i ordningen). De större huvudrollerna i filmen spelas av Robert Gustafsson, Jonas Karlsson, Anders Jansson och Jennie Silfverhjelm.
Filmen hade biopremiär i Sverige den 6 december 2024, utgiven av SF Studios.
Den 7 mars 2025 släpptes filmen på Netflix, Blockbuster och SF Anytime. En uppföljare, Jönssonligan & Wall Enberg, planeras ha premiär till 2026.

## Handling
Jönssonligan har planerat att stjäla ett fullständigt T-Rex-skelett från Naturhistoriska museet för att sedan sälja det till den skumma affärsmannen Wall Enberg. Ligan hade dock inte räknat med att få kriminalare Rigmor Gren i hasorna fast inställd på att fälla ligan innan hon går i pension.

## Rollista (i urval)
| Robert Gustafsson   | – Charles-Ingvar "Sickan" Jönsson               |
| Jonas Karlsson      | – Vanheden                                      |
| Anders Jansson      | – Dynamit-Harry                                 |
| Jennie Silfverhjelm | – Doris                                         |
| Lotta Tejle         | – Rigmor Gren                                   |
| Thomas Bo Larsen    | – Dino Drejer                                   |
| Johan Rabaeus       | – direktör Wall-Enberg                          |
| Henrik Sjöman       | – Niclas Karlsson                               |
| David Batra         | – polischefen                                   |
| Arvin Kananian      | – Viktor                                        |
| Norvald Heidel      | – Grimkjeld                                     |
| Felicia Danielsson  | – Nea                                           |
| Alfred Svensson     | – Holm                                          |
| David Ritschard     | – Svensson                                      |
| Vera Herngren       | – Tindra                                        |
| Kalle Lind          | – "Skäggig man i publiken" (på Naturhistoriska) |
| Benjamin Ingrosso   | – Taxichaufför                                  |
| Michael Lindgren    | – Abbe                                          |

## Produktion
Filmen produceras av FLX och Nordisk Tonefilm i samproduktion med SF Studios med stöd från Svenska Filminstitutet.

### Inspelning
Inspelningarna av denna film ägde rum i Stockholm, samt i Västerås och Uppsala, under november och december månad 2023.

### Utgivning
Den 25 oktober 2023 släpptes en teaser och två dagar senare offentliggjordes rollistan. En trailer visades inför biopremiären av racingfilmen Ett sista race.

## Mottagande
Filmen mottogs av positiva recensioner från kvällstidningar och har ett snittbetyg på 3,1 på webbplatsen Kritiker.se.